# Folketingssamling
Folketingssamling er betegnelsen for den periode, der forløber fra Folketingets åbning den første tirsdag i oktober måned til folketingsårets afslutning i det efterfølgende år, hvor Folketinget går på sommerferie. En folketingssamling vil således ofte være sammenfaldende med Folketingsåret.
I det tilfælde, at der i løbet af et folketingsår afholdes et folketingsvalg, deles folketingsåret op i to folketingssamlinger: Den første samling løber fra folketingsårets begyndelse og indtil valget; den anden folketingssamling løber fra tidspunktet, hvor det nyvalgte Folketing træder sammen og indtil folketingsåret igen slutter.